# 90식 공대공유도탄
AAM-3은 일본이 개발한 단거리 공대공 미사일이다. 현재 항공자위대가 사용하고 있다. 사이드와인더 미사일 중에서도 AIM-9L형의 "후계자"로서 개발되었다. 1975년부터 연구가 이루어지고 있었지만, 1986년부터 본격적으로 개발되어 1990년에 군에 탑재되었다.

## 특징
유도방식은 적외선 유도 방식이며, 신관은 액티브 레이저 근접 신관이다. 앞부분에는 노치(notch)가 있는 커나드(canard)가 장비되어 있고, 뒷부분에는 안정날개가 있다. 일본의 NEC사가 개발한 시커(seeker)를 이용해 적외선 방해 능력을 향상시키고, 전동 엑추에이터를 이용한 고기동 능력이 특징이다.
AAM-2가 비용 문제 때문에 골머리를 앓았기 때문에, AAM-3는 비용을 감소하고자하는 노력을 했다.

## 운용기
- F-15J/DJ
- F-2
- F-4EJ

## 같이 보기
- AIM-9 사이드와인더